# Kalief Ooievaar
Kalief Ooievaar (Duits: Die Geschichte von Kalif Storch) is een kunstsprookje van Wilhelm Hauff dat zich afspeelt in het Midden-Oosten, in het huidige Irak. Het verhaal verscheen voor het eerst in 1821, in de bundel Märchen-Almanach auf das Jahr 1826. Het is het eerste van een serie verhalen in een raamvertelling genaamd Die Karawane, waarin een groep kooplieden die op de vlucht zijn voor rovers om de tijd te doden elkaar verhalen vertellen.

## Verhaal
Op een dag in de zomer krijgen kalief Chasid van Bagdad en zijn grootvizier Mansor in het paleis bezoek van een marskramer die een doosje met een betoverd poeder aan hen verkoopt. In de Latijnse tekst die erbij zit staat dat wie het poeder opsnuift en mutabor roept, zich in een willekeurig dier kan veranderen en tevens in staat zal zijn om de taal der dieren te verstaan. Om weer mens te worden moet men de spreuk mutabor nogmaals zeggen. Er is één grote valkuil: tijdens de betovering mag er nooit gelachen worden, want wie lacht kan de voornoemde toverspreuk niet meer zelf bedenken en is zodoende gedoemd om voor de rest van zijn leven het dier te blijven waarin hij zich heeft veranderd, tenzij hij de spreuk heel toevallig nog een keer van iemand hoort.
De kalief en de grootvizier besluiten zich beiden in ooievaars te veranderen. In hun nieuwe gedaante verlaten ze het paleis en vliegen naar een weiland net buiten de stad, waar ze een andere ooievaar tegenkomen waarmee ze een praatje maken en die hen vervolgens aan het lachen brengt. Het kwaad is aldus geschied; ze kunnen hun mensengedaante niet meer aannemen. Ze kunnen niet terug naar de stad, aangezien niemand hen zal geloven. In Bagdad denkt men dat de kalief dood is. Er wordt een opvolger aangewezen, een jongeman genaamd Mizra.
Na enige tijd wanhopig doelloos te hebben rondgezworven, komen ze aan bij een vervallen kasteel waar ze een intens verdrietige uil aantreffen. Haar lot blijkt vergelijkbaar met dat van hen; zij blijkt in werkelijkheid Lusa te heten en de dochter te zijn van de koning van Indië. Op een dag kregen zij bezoek van de slechte tovenaar Kasjnoer, die Lusa als bruid voor zijn eigen zoon Mizra vroeg, waarop Lusa's vader Kasjnoer het paleis uit gooide. Kasjnoer nam wraak door Lusa in een uil te veranderen, vervolgens heeft hij ook kalief Chasid met zijn tovenarij in de val gelokt zodat Kasjnoers zoon Chasids plaats kon innemen. Nu wil het toeval dat Kasjnoer en zijn collega-tovenaars elke maand in deze zelfde ruïne bijeenkomen. Door hun vergadering heimelijk af te luisteren komen de twee ooievaars er weer achter wat het woord was dat ze moesten zeggen om weer mens te worden. Om de betovering geheel te verbreken en ook Lusa te onttoveren, is het noodzakelijk dat de kalief Lusa tot zijn echtgenote neemt. Als hij hiermee instemt, wordt ook Lusa onttoverd. Ze blijkt een beeldschone jongedame te zijn.
De kalief kan zijn plaats als heerser van het Kalifaat Bagdad nu weer innemen, met Lusa als echtgenote aan zijn zijde. De bedrieger Mizra wordt voor straf zelf in een ooievaar veranderd, Kasjnoer wordt in het vertrek van de oude ruïne waar Lusa zat opgesloten en daar opgehangen.

## Bewerkingen
Het sprookje is meerdere malen bewerkt tot Singspiel (door Klaus Uwe Ludwig, Joseph Rheinberger en Thomas Honickel). Gertraude Röhricht maakte een versie voor theater.